# روبيرت لييبيرتز
روبيرت لييبيرتز (بالألمانية: Robert Leipertz)‏ (1 فبراير 1993 بيوليش في ألمانيا - ) هو لاعب كرة قدم ألماني في مركز الهجوم. لعب مع ألمانيا آخن وشالكه 04 ونادي هايدنهايم وشالكه 04 ب.

## روابط خارجية
- روبيرت لييبيرتز على موقع قاعدة بيانات كرة القدم.إي يو (الإنجليزية)
- روبيرت لييبيرتز على موقع بيانات كرة القدم. دي إي (الألمانية)
- روبيرت لييبيرتز على موقع Soccerway.com (الإنجليزية)
- روبيرت لييبيرتز على موقع عالم كرة القدم.نت (الإنجليزية)
- روبيرت لييبيرتز على موقع AS.com (الإسبانية)